# Bicicletă (fotbal)

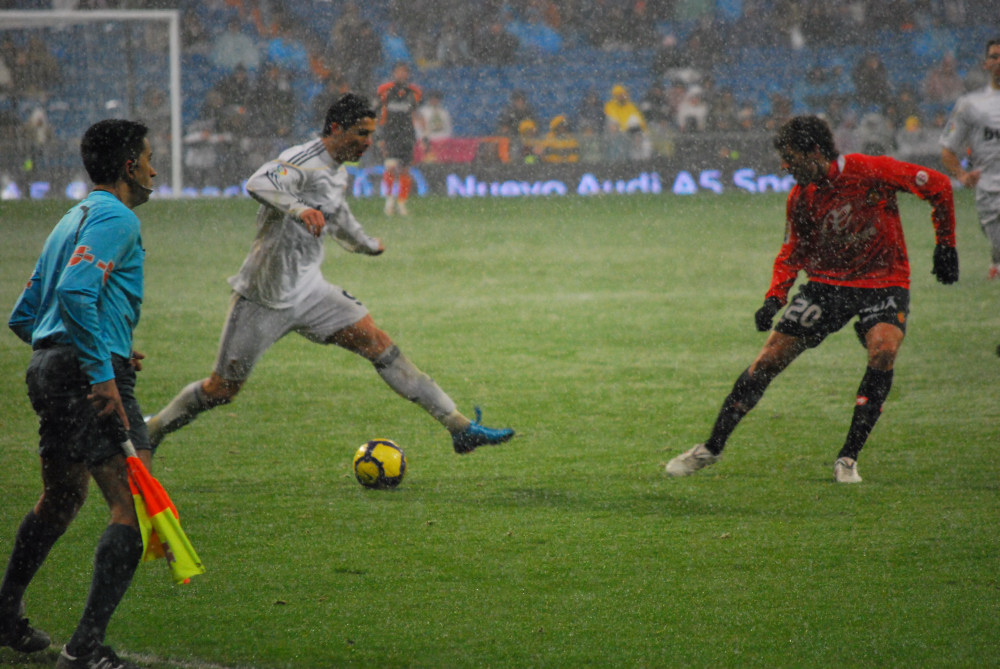
„Bicicleta” a fost folosită de Cristiano Ronaldo în întreaga sa carieră, devenind una dintre mișcările sale caracteristice.

Bicicleta este o mișcare de dribling, sau fentă, în jocul de fotbal, utilizată pentru a păcăli un jucător defensiv să creadă că jucătorul ofensiv, în posesia mingii, se va deplasa într-o direcție în care, de fapt, nu intenționează să se deplaseze.
Potrivit unei surse, mișcarea a fost inventată de atacantul argentinian Pedro Calomino la începutul anilor 1900 și a fost folosită pentru prima dată în Europa de jucătorul neerlandez Law Adam, care a fost celebru pentru utilizarea ei la sfârșitul anilor 1920/începutul anilor 1930. Ulterior, a fost folosită și în Italia de Amedeo Biavati în anii 1930 și de fostul jucător de la Newcastle United Glenn Roeder în anii 1980. Bicicleta a fost popularizată la mijlocul anilor 1990 de fotbalistul brazilian și superstarul mondial Ronaldo. Înainte de a se retrage în 2020, mijlocașul ofensiv/atacantul brazilian Robinho a folosit bicicleta la clubul brazilian Santos FC când avea doar 18 ani. În prezent, tehnica este utilizată pe scară largă de jucători ofensivi din întreaga lume, precum Cristiano Ronaldo și Neymar.